# Lothar Gerritzen
Lothar Georg Gerritzen (* 25. August 1941 in Nürnberg; † 13. März 2024 in Bochum) war ein deutscher Mathematiker, der sich mit p-adischer Funktionentheorie, Algebra und algebraischer Geometrie befasste. Er war ordentlicher Professor an der Ruhr-Universität Bochum.

## Werdegang
Gerritzen wurde 1966 bei Reinhold Remmert an der Universität Göttingen zum Dr. rer. nat. promoviert (mit der Dissertation Zur nicht-archimedischen Funktionentheorie über nicht vollkommenen Grundkörpern). 1970 habilitierte er sich und war danach Privatdozent und Professor an der Universität Frankfurt, bevor er 1976 ordentlicher Professor der Universität Bochum wurde.
Gerritzen forschte über nichtkommutative algebraische Geometrie, Hopfalgebren, Operaden, algorithmische Algebra (Komplexität von Gröbner-Basen) und algebraische Methoden in der Kryptographie, p-adische Funktionentheorie und Modultheorie völlig entarteter Kurven.
1967/68 war er am Institute for Advanced Study.
Zu seinen Doktoranden zählte Frank Herrlich (Karlsruhe).
Er war der Gründer des Vereins Zwanzigeins.

## Schriften
- Grundbegriffe der Algebra: eine Einführung unter Berücksichtigung funktorieller Aspekte. Vieweg, Braunschweig 1994.
- mit Marius van der Put: Schottky Groups and Mumford Curves (= Lecture Notes in Mathematics. Band 817). Springer Verlag, 1980.
- als Hrsg.: Algebraic methods in cryptography. American Mathematical Society 2006 (AMS/DMV Joint Meeting, Mainz 2005).